# Паоло Коцці (футболіст)
Паоло Коцці (італ. Paolo Cozzi; нар. 11 січня 1974, Ро) — італійський футболіст, що грав на позиції захисника. По завершенні ігрової кар'єри — тренер. З 2019 року входить до тренерського штабу клубу «Венеція».

## Ігрова кар'єра
Свій перший професійний контракт уклав з «Фіорентиною» 1992 року, проте за два сезоні, проведених у її команді в матчах чемпіонату так і не дебютував.
1994 року приєднався до друголігової «Козенци», згодом захищав кольори інших команд Серії B — «Авелліно», «Емполі» та «Фоджі». Загалом взяв участь у 172 іграх другого за силою італійського дивізіону.
Згодом грав за команди нижчих ліг країни — «Марсали», «Монци», «Таранто» та римського «Чиско». Завершив ігрову кар'єру у команді «Варезе», за яку виступав протягом 2005—2006 років.

## Кар'єра тренера
Розпочав тренерську кар'єру, повернувшись до футболу після невеликої перерви, 2010 року, увійшовши до тренерського штабу команди дублерів «Варезе», очолюваної Девісом Манджою, де пропрацював з 2010 по 2011 рік. Згодом обіймав аналогічну посаду в «Палермо», також асистуючі Манджі.
Співпрацював з Девісом Манджою до 2016 року, встигши за цей час попрацювати у тренерських штабах молодіжної збірної Італії, «Спеції», «Барі» та «Асколі».
Протягом 2016–2018 років був асистентом Марко Бароні у тренерському штабі «Беневенто». Зробив свій внесок до головного на той час тріумфу в історії цього клубу — виходу 2017 року до Серії A.
2019 року прийняв пропозицію від Алессіо Діонізі стати його асистентом у тренерському штабі «Венеції».